# Enzo Bordabehere
Enzo Bordabehere (Paysandú, 25 de septiembre de 1889 - Buenos Aires, 23 de julio de 1935) fue un abogado, escribano y político argentino. Fue senador nacional por la provincia de Santa Fe, y resultó asesinado durante una sesión de la Cámara de Senadores.

## Biografía
Nacido en Paysandú, Uruguay, se radicó desde muy pequeño en Rosario, en la provincia de Santa Fe, Argentina. Estudió abogacía y escribanía. En 1908 se integró a la Liga del Sur, y seis años después acompañó al político Lisandro de la Torre en la fundación del Partido Demócrata Progresista.

Lo he visto siempre a mi lado, en medio de las dificultades que tienen los Gobiernos y los partidos; no había que preguntar dónde estaba, porque la profunda sinceridad de su espíritu y su pasión inconfundible por el bien público lo hacían invariablemente servir nuestra causa, con una abnegación y desinterés que eran sus características más destacadas.
Luciano Molinas

En 1918 fue elegido diputado provincial en la provincia de Santa Fe. En ese año, su hermano, Ismael C. Bordabehere, encabezaba junto a otros estudiantes las luchas por la Reforma Universitaria en la ciudad de Córdoba.
En 1922 Bordabehere se convirtió en diputado nacional por la misma provincia. En 1935, la Legislatura provincial lo nombró senador nacional en reemplazo de Francisco Correa, fallecido poco tiempo antes.
Bordabehere no llegó a incorporarse al Senado. El tratamiento de su diploma fue postergado hasta que concluyera el debate que se libraba en torno a los sobornos por la exportación de carne argentina hacia Reino Unido.

## Asesinato
El 23 de julio de 1935, Lisandro de la Torre (70), senador por Santa Fe, denunciaba en el Congreso las consecuencias del pacto Roca-Runciman, firmado en 1933. Los ministros de Agricultura, Luis Duhau, y de Hacienda, Federico Pinedo, concurrieron durante trece días consecutivos al Senado para contestar los cargos.
En un momento, De la Torre abandonó su banca y se dirigió hacia la mesa donde estaban sentados los dos ministros. Duhau le dio un empujón que lo hizo caer de espaldas. Bordabehere se dirigió hacia el sitio donde se hallaba su compañero de banca. En ese momento de confusión, detrás de Bordabehere apareció el excomisario Ramón Valdés Cora ―un «matón a sueldo», como lo describió por aquella época el diario Crítica― revólver en mano, disparando dos proyectiles en la espalda de Bordabehere, quien se dio vuelta para recibir otro impacto en el pecho.
Tendido en el suelo, Bordabehere fue recogido por varios legisladores y conducido a una sala adyacente para posteriormente ser trasladado al hospital Ramos Mejía, mientras era atendido por el médico de guardia doctor Wybert y varios ayudantes. La asistencia no tendría mucho efecto y falleció a las 17:10.

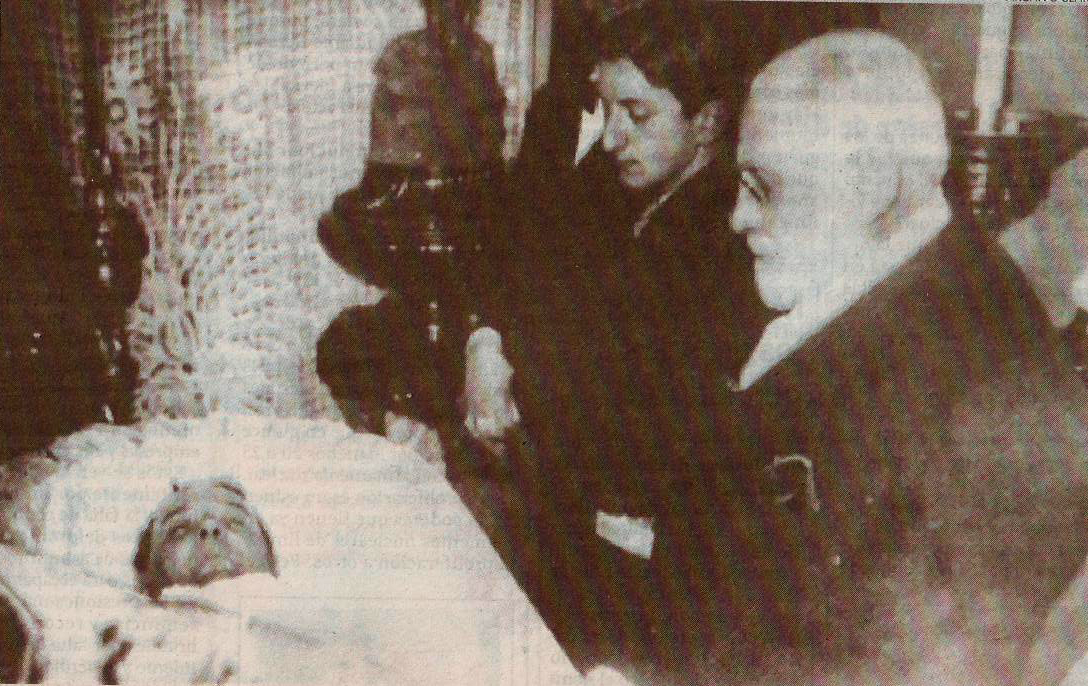
Sepelio de Bordabehere, acompañado por Lisandro de la Torre.

Su cuerpo fue trasladado en tren a Rosario, donde fue recibido por unas 12 000 personas en la estación Rosario Norte.
El velatorio fue en la Jefatura de Policía ―en la actualidad, sede del Gobierno provincial en Rosario― en calles Santa Fe y Dorrego. Sus restos fueron inhumados en el cementerio El Salvador, donde hicieron uso de la palabra representantes de la política, la prensa y la sociedad santafesinas.

## Relaciones familiares
Su hermano Ismael Bordabehere fue uno de los líderes estudiantiles de la Reforma Universitaria de 1918.
Su primo, Rafael Bordabehere, fue jugador de fútbol del Club Nacional de Football (Uruguay) y del Club Atlético Newell's Old Boys (Argentina).

## En la cultura popular
- La película histórica de 1984 Asesinato en el Senado de la Nación está inspirada en los hechos que conducen a la muerte de Bordabehere, encarnado por Arturo Bonín.
- En la novela El escriba (1996), de Pedro Orgambide, se menciona el asesinato de Bordabehere.
- En la novela La Dama de Noche, de Viviana Rivero, aparece como amigo del protagonista. Se narran sus aportes a la política y su asesinato.